# أولسنيتس (إرتسغبيرغه)
اولن نيتز ارتسغبيرغه (بالألمانية: Oelsnitz, Erzgebirge) هي بلدة ألمانية تقع في ألمانيا في ساكسونيا. يقدر عدد سكانها بـ 12,479 نسمة .

## توأمة
لأولسنيتس (إرتسغبيرغه) اتفاقيات توأمة مع:
- أفيون

## أعلام
- راينر كونزي
- هارلد ايرمشير